# India közigazgatási beosztása
India közigazgatása 28 államra és 8 szövetségi területre van felosztva. 2014-ben új államként jött létre Telangána, Ándra Pradesből kiválva. A tagállamok, továbbá Delhi és Puduccseri (Pondicseri) szövetségi terület saját választott kormánnyal rendelkezik, míg a többi szövetségi terület élén a szövetségi kormány által kinevezett hivatalnok áll.
Az egyes államokon belüli alsóbb közigazgatási szint a kerület: az ország csaknem 600 kerületre oszlik. A kerület alatti szint a tehszil vagy taluka (község). Több tehszil együtt alkothat egy kerületrészt (Pargana, Anuvibhag). A tehszilen belül a falvak is alkothatnak csoportokat (hobli).
India két tudományos állomást működtet az Antarktiszon (Daksin Gangotri és Maitri), területi igényt azonban mindeddig nem jelentett be.
Államok:
| 1. Ándhra Prades [AP] 2. Arunácsal Prades (Arunachal Pradesh) [AR] 3. Asszám (Assam) [AS] 4. Bihár [BR] 5. Cshattíszgarh (Chhattisgarh) [CT] 6. Goa [GA] 7. Gudzsarát (Gujarat) [GJ] 8. Harijána (Haryana) [HR] 9. Himácsal Prades (Himachal Pradesh) [HP] 10. Dzshárkhand (Jharkhand) [JH] 11. Karnátaka [KA] 12. Kerala [KL] 13. Madhja Prades [MP] 14. Mahárástra (Maharastra) [MH] 15. Manipur [MN] | 1. Meghálaja (Meghalaya) [ML] 2. Mizoram [MZ] 3. Nágaföld (Nagaland) [NL] 4. Odisa (Odisha, Orissa) [OR] 5. Pandzsáb (Punjab) [PB] 6. Rádzsasztán (Rajasthan) [RJ] 7. Szikkim (Sikkim) [SK] 8. Tamilnádu (Tamil Nadu) [TM] 9. Telangána [TG] 10. Tripura [TR] 11. Uttarakhand [UT] (Uttaranchal [UL]) 12. Uttar Prades [UP] 13. Nyugat-Bengál (West Bengal) [WB] |  |

Szövetségi területek:
1. Andamán- és Nikobár-szigetek [AN]
2. Csandígarh (Chandigarh) [CH]
3. Dadra és Nagar Haveli és Daman és Diu [DH]
4. Dzsammu és Kasmír (Jammu and Kashmir) [JK]
5. Ladak (Ladakh) [LA]
6. Laksadíva (Lakshadweep) [LD]
7. Puduccseri (Puducherry) [PY]

Fővárosi közigazgatási terület:
1. Delhi [DL]

## Államok és szövetségi területek

### Államok
|    | Az állam neve    | ISO 3166-2 kód | Alapítás                                  | Népesség    | Terület (km²) | Hivatalos nyelv(ek)                                                            | Székhely         | Legnagyobb város (ha eltér a székhelytől) | Népsűrűség (fő / km²) | Írni-olvasni tud (%) | A városi lakosság aránya % |
| -- | ---------------- | -------------- | ----------------------------------------- | ----------- | ------------- | ------------------------------------------------------------------------------ | ---------------- | ----------------------------------------- | --------------------- | -------------------- | -------------------------- |
| 1  | Ándhra Prades    | AP             | 1953. október 1. (mint Ándhra állam)      | 49 506 799  | 160 205       | telugu                                                                         | Amarávati        | Visákhapatnam                             | 308                   | 67,41%               | 29,6                       |
| 2  | Arunácsal Prades | AR             | 1987. február 20.                         | 1 382 611   | 83 743        | angol                                                                          | Itanagar         |                                           | 17                    | 66.95                | 20.8                       |
| 3  | Asszám           | AS             | 1912. április 1. (mint Asszám Tartomány)  | 31,169,272  | 78,550        | asszámi, bengáli, bodo                                                         | Dispur           | Gauháti                                   | 397                   | 73.18                | 12.9                       |
| 4  | Bihár            | BR             | 1936. április 1.                          | 103,804,637 | 99,200        | hindi, urdu                                                                    | Patna            |                                           | 1,102                 | 63.82                | 10.5                       |
| 5  | Cshattíszgarh    | CT             | 2000. november 1.                         | 25,540,196  | 135,194       | hindi                                                                          | Rájpur           |                                           | 189                   | 71.04                | 20.1                       |
| 6  | Goa              | GA             | 1987. május 30.                           | 1,457,723   | 3,702         | konkani                                                                        | Panadzsi         | Vasco de Gama                             | 394                   | 87.40                | 62.2                       |
| 7  | Gudzsarát        | GJ             | 1960. május 1.                            | 60,383,628  | 196,024       | gudzsaráti                                                                     | Gandhinagar      | Ahmadábád                                 | 308                   | 79.31                | 37.4                       |
| 8  | Harijána         | HR             | 1966. november 1.                         | 25,353,081  | 44,212        | hindi, pandzsábi                                                               | Csandígarh       | Faridábád                                 | 573                   | 76.64                | 28.9                       |
| 9  | Himácsal Prades  | HP             | 1971. január 25.                          | 6,856,509   | 55,673        | hindi                                                                          | Simlá            |                                           | 123                   | 83.78                | 9.8                        |
| 10 | Dzshárkhand      | JH             | 2000. november 15.                        | 32,966,238  | 74,677        | hindi                                                                          | Ráncsí           | Dzsamsedpur                               | 414                   | 67.63                | 22.2                       |
| 11 | Karnátaka        | KA             | 1956. november 1. (mint Maiszúr állam)    | 61,130,704  | 191,791       | kannada                                                                        | Bengaluru        |                                           | 319                   | 75.60                | 34.0                       |
| 12 | Kerala           | KL             | 1956. november 1.                         | 33,387,677  | 38,863        | malajálam                                                                      | Tiruvanántapuram |                                           | 859                   | 93.91                | 26.0                       |
| 13 | Madhja Prades    | MP             | 1947. augusztus 15.                       | 72,597,565  | 308,252       | hindi                                                                          | Bhopál           | Indaur                                    | 236                   | 70.63                | 26.5                       |
| 14 | Mahárástra       | MH             | 1960. május 1.                            | 112,372,972 | 307,713       | maráthi                                                                        | Mumbai           |                                           | 365                   | 82.91                | 42.4                       |
| 15 | Manipur          | MN             | 1972. január 21.                          | 2,721,756   | 22,347        | manipuri                                                                       | Imphal           |                                           | 122                   | 79.85                | 25.1                       |
| 16 | Meghálaja        | ML             | 1972. január 21.                          | 2,964,007   | 22,720        | angol, garo, hindi, khasi, pnar                                                | Shillong         |                                           | 132                   | 75.48                | 19.6                       |
| 17 | Mizoram          | MZ             | 1987. február 20.                         | 1,091,014   | 21,081        | mizo, angol                                                                    | Aizawl           |                                           | 52                    | 91.58                | 49.6                       |
| 18 | Nágaföld         | NL             | 1963. december 1.                         | 1,980,602   | 16,579        | angol                                                                          | Kohima           | Dimapur                                   | 119                   | 80.11                | 17.2                       |
| 19 | Orisza           | OR             | 1936. április 1. (mint Odisha Tartomány)  | 41,947,358  | 155,820       | orija                                                                          | Bhuvanesvar      |                                           | 269                   | 73.45                | 15.0                       |
| 20 | Pandzsáb         | PB             | 1947. augusztus 15. (mint Kelet-Pandzsáb) | 27,704,236  | 50,362        | pandzsábi                                                                      | Csandígarh       | Ludhijána                                 | 550                   | 76.68                | 33.9                       |
| 21 | Rádzsasztán      | RJ             | 1950. január 26.                          | 68,621,012  | 342,269       | hindi                                                                          | Dzsaipur         |                                           | 201                   | 67.06                | 23.4                       |
| 22 | Szikkim          | SK             | 1975. május 16.                           | 607,688     | 7,096         | bhutia, gurung, lepcha, limbu, manggar, nepáli, newari, sherpa, sunwar, tamang | Gangtok          |                                           | 86                    | 82.20                | 11.1                       |
| 23 | Tamilnádu        | TN             | 1950. január 26. (mint Madras Állam)      | 72 138 958  | 130 058       | tamil                                                                          | Csennai          |                                           | 480                   | 80.33                | 44.0                       |
| 24 | Telangána        | TG             | 2014. június 2.                           | 35 193 978  | 114 840       | telugu, urdu                                                                   | Haidarábád       |                                           | 307                   | 66,50%               | N/A                        |
| 25 | Tripura          | TR             | 1972. január 21.                          | 3 671 032   | 10 492        | bengáli, tripuri                                                               | Agartala         |                                           | 350                   | 87.75                | 17.1                       |
| 26 | Uttar Prades     | UP             | 1902. március 22. (mint Agra és Oudh)     | 199 581 477 | 243 286       | hindi, urdu                                                                    | Lakhnau          | Kánpur                                    | 828                   | 69.72                | 20.8                       |
| 27 | Uttarakhand      | UT             | 2000. november 9. (mint Uttarancsal)      | 10 116 752  | 53 483        | hindi, szanszkrit                                                              | Dehradún         |                                           | 189                   | 79.63                | 25.7                       |
| 28 | Nyugat-Bengál    | WB             | 1947. augusztus 15.                       | 91 347 736  | 88 752        | bengáli és nepáli                                                              | Kolkata          |                                           | 1,029                 | 77.08                | 28.0                       |

- ↑ 1 1. jegyzet  Ándhra Pradest 2014. június 2-án két államra osztották: Telangánára és a maradék Ándhra Pradesre.[7][8][9] Haidarábád, amely teljes egészében Telangána területén található, mindkét állam közös fővárosa volt egy rövid ideig.[10]

### Szövetségi területek
|   | Szövetségi terület neve               | ISO 3166-2 kód | Népesség   | Hivatalos nyelv                   | Székhely                         | Népsűrűség (fő/km²) | Írástudás (%) | Városi népesség (%) |
| - | ------------------------------------- | -------------- | ---------- | --------------------------------- | -------------------------------- | ------------------- | ------------- | ------------------- |
| A | Andamán- és Nikobár-szigetek          | AN             | 379,944    | angol, hindi                      | Port Blair                       | 46                  | 86.27         | 32.6                |
| B | Csandígarh                            | CH             | 1,054,686  | angol, hindi, pandzsábi           | Csandígarh                       | 9,252               | 86.43         | 89.8                |
| C | Dadra és Nagar Haveli és Daman és Diu | DH             | 586,956    | angol, gudzsaráti, hindi, maráthi | Daman                            | ?                   | ?             | ?                   |
| D | Dzsammu és Kasmír                     | JK             | 12,258,433 | hindi, urdu, dogri, kasmíri       | Szrinagar (nyári) Dzsammu (téli) | ?                   | ?             | ?                   |
| E | Ladak                                 | LA             | 290,492    | hindi, angol                      | Leh (nyári) Kargil (téli)        | ?                   | ?             | ?                   |
| F | Laksadíva                             | LD             | 64,429     | angol, malajálam                  | Kavaratti                        | 2,013               | 92.28         | 44.5                |
| G | Delhi                                 | DL             | 11,007,835 | angol, hindi, pandzsábi, urdu     | Új-Delhi                         | 11,297              | 86.34         | 93.2                |
| H | Puduccseri                            | PY             | 1,244,464  | angol, malajálam, tamil, telugu   | Puduccseri                       | 2,598               | 86.55         | 66.6                |

## Fordítás
- Ez a szócikk részben vagy egészben  a   States and union territories of India című angol Wikipédia-szócikk fordításán alapul.  Az eredeti cikk szerkesztőit annak laptörténete sorolja fel. Ez a jelzés csupán a megfogalmazás eredetét és a szerzői jogokat jelzi, nem szolgál a cikkben szereplő információk forrásmegjelöléseként.